# Vysílač Strážný vrch
Televizní dokrývač Strážný vrch se nachází na vrchu Strážná hora v městské části Třebíče Horka-Domky ve výšce 481 m n. m. Měří 27 metrů.
Objekt zajišťuje distribuci rozhlasového a televizního signálu pro město Třebíč a jeho blízké okolí.

## Vysílané stanice

### Televize
Přehled televizních multiplexů vysílaných ze Strážné hory:
|        | Multiplex    | Kanál | Kmitočet | Výkon (ERP) | Polarizace   |
| ------ | ------------ | ----- | -------- | ----------- | ------------ |
| DVB-T2 | Multiplex 21 | 28    | 530 MHz  | 0,5 kW      | horizontální |
| DVB-T2 | Multiplex 22 | 35    | 586 MHz  | 0,5 kW      | horizontální |
| DVB-T2 | Multiplex 23 | 41    | 634 MHz  | 0,5 kW      | horizontální |

### Rozhlas
Přehled rozhlasových stanic vysílaných ze Strážné hory:
|    | Stanice    | Kmitočet  | Výkon (ERP) | Polarizace |
| -- | ---------- | --------- | ----------- | ---------- |
| FM | ČRo Vltava | 88,1 MHz  | 0,1 kW      | vertikální |
| FM | Evropa 2   | 106,7 MHz | 0,1 kW      | vertikální |

## Ukončené vysílání

### Analogová televize
Vypínání analogového vysílání probíhalo 31. května 2011.
| Vypnuto     | Stanice  | Kanál | Kmitočet   | Výkon (ERP) | Polarizace   |
| ----------- | -------- | ----- | ---------- | ----------- | ------------ |
| květen 2011 | ČT1      | 34    | 575,25 MHz | 0,005 kW    | horizontální |
| květen 2011 | TV Nova  | R7    | 183,25 MHz | 0,005 kW    | horizontální |
| květen 2011 | TV Prima | 52    | 719,25 MHz | 0,005 kW    | horizontální |

### Digitální vysílání DVB-T
Vypínání probíhalo od 29. července 2020 do 1. září 2020.
| Vypnuto       | Multiplex   | Kanál | Kmitočet | Výkon (ERP) | Polarizace   |
| ------------- | ----------- | ----- | -------- | ----------- | ------------ |
| červenec 2020 | Multiplex 1 | 36    | 586 MHz  | 0,005 kW    | horizontální |
| září 2020     | Multiplex 2 | 35    | 594 MHz  | 0,005 kW    | horizontální |